# Xã Stockholm, Quận Wright, Minnesota
Xã Stockholm (tiếng Anh: Stockholm Township) là một xã thuộc quận Wright, tiểu bang Minnesota, Hoa Kỳ. Năm 2010, dân số của xã này là 959 người.